# Henrietta Christie
Henrietta Christie (* 23. Januar 2002 in Wellington) ist eine neuseeländische Radrennfahrerin.

## Sportlicher Werdegang
Christie begann im Alter von 12 Jahren mit dem Radsport und fuhr zunächst für einen Klub in Leeston. Als Juniorin erzielte sie mehrere Podiumsplätze bei neuseeländischen und ozeanischen Meisterschaften. 2020 wurde sie neuseeländische Junioren-Meisterin im Einzelzeitfahren, 2021 wiederholte sie diesen Erfolg in der U23.
Im Mai 2021 wurde sie von BePink verpflichtet und begann, Rennen in Europa zu fahren. Ab 2022 fuhr sie für Rally Cycling bzw. Human Powered Health.
2021 und 2022 vertrat sie ihr Land bei den Straßenradsport-Weltmeisterschaften in der Elite. 2022 und 2023 fuhr sie in der Tour de France Femmes. In der Elite blieb sie bisher ohne Sieg, erzielte aber wiederholt Spitzenplatzierungen, unter anderem als Sechste des Cadel Evans Great Ocean Road Race 2023 und Dritte des Gran Premio Ciudad de Eibar 2024.
Zur Saison 2025 wechselte Christie zum EF Education-Oatly.

## Erfolge
2019
- Ozeanienmeisterschaften Einzelzeitfahren (Juniorinnen)

2020
- Neuseeländische Meisterin im Einzelzeitfahren (Juniorinnen)

2021
- Nachwuchswertung Tour Cycliste Féminin International de l’Ardèche
- Neuseeländische Meisterin im Einzelzeitfahren (U23)

2023
- Nachwuchswertung Tour Down Under